# Scorching Beauty
Scorching Beauty es el quinto álbum de estudio de la banda estadounidense Iron Butterfly. Fue publicado en enero de 1975 a través del sello discográfico MCA Records.

## Grabación y contenido
Las sesiones de grabación del álbum tuvieron lugar en Paramount Studios, en Los Ángeles, California. Denny Randell produjo el álbum mientras que Kerry McNabb se desempeñó como ingeniero de audio. Fue grabado por una formación reformada con solo un miembro restante de su álbum anterior, el baterista Ron Bushy. Además de Bushy, esta formación incluye a Erik Brann (el guitarrista de la formación clásica), Philip Taylor Kramer y Howard Reitzes. El álbum contenía nueve canciones. Siete de las pistas fueron escritas por Brann. El resto de las canciones fueron escritas por los miembros restantes de la banda con la excepción de «Pearly Gates», que fue coescrita por Bushy junto con el ex vocalista de Yes Jon Anderson. «1975 Overture» es la única canción del álbum acreditada a los cuatro miembros de la banda.

## Recepción de la crítica
Un escritor no especificado de la revista Cash Box elogió el álbum “cargado de un fuerte rock 'n' roll que recuerda el entusiasmo que el grupo creó en sus inicios”, y lo atribuyó al excelente desempeñó de la banda. Un escritor no especificado de Billboard declaró: “[Iron Butterfly] está de regreso con otro set orientado al heavy metal. El rock pesado es igual de poderoso pero más refinado que en esfuerzos anteriores, y aquí también hay un par de cosas interesantes y discretas... Las armonías vocales son las mejoras más notables”.

## Lista de canciones
Todas las canciones escritas y compuestas por Erik Brann, excepto donde esta anotado. 
| Lado uno |                          |                      |          |  |
| N.º      | Título                   | Escritor(es)         | Duración |  |
| 1.       | «1975 Overture»          | Iron Butterfly       | 4:16     |  |
| 2.       | «Hard Miseree»           |                      | 3:40     |  |
| 3.       | «High on a Mountain Top» | Philip Taylor Kramer | 3:57     |  |
| 4.       | «Am I Down»              |                      | 5:18     |  |

| Lado dos |                       |                        |          |  |
| N.º      | Título                | Escritor(es)           | Duración |  |
| 1.       | «People of the World» |                        | 3:20     |  |
| 2.       | «Searchin' Circles»   |                        | 4:34     |  |
| 3.       | «Pearly Gates»        | Ron Bushy Jon Anderson | 3:23     |  |
| 4.       | «Lonely Hearts»       |                        | 3:11     |  |
| 5.       | «Before You Go»       | Howard Reitzes Brann   | 5:31     |  |

## Créditos y personal
Créditos adaptados desde las notas de álbum de Scorching Beauty.
Músicos
- Erik Brann – voz principal en todas las canciones excepto «High on a Mountain Top» y «Pearly Gates», guitarra líder
- Ron Bushy – batería, coros
- Philip Taylor Kramer – bajo eléctrico, voz principal en «High on a Mountain Top» y «Pearly Gates»
- Howard Reitzes – teclados, segunda voz en «Before You Go»

Personal técnico
- Denny Randell – productor
- Kerry McNabb – ingeniero de audio
- Len Sachs – productor ejecutivo
- Pacific Eye & Ear – diseño
- Drew Struzan – ilustración
- Bret Lopez – fotografía

## Posicionamiento
| Gráfica (1975)                                  | Pico de posición |
| ----------------------------------------------- | ---------------- |
| Australia (Kent Music Report)                   | 97               |
| Estados Unidos (Billboard Top LPs & Tape)       | 138              |
| Estados Unidos (Cash Box Top 100 Albums Cont'd) | 104              |